# Monroe (Wisconsin)
Monroe es una ciudad ubicada en el condado de Green en el estado estadounidense de Wisconsin. En el Censo de 2010 tenía una población de 10.827 habitantes y una densidad poblacional de 866,21 personas por km².

## Geografía
Monroe se encuentra ubicada en las coordenadas 42°36′4″N 89°38′38″O / 42.60111, -89.64389. Según la Oficina del Censo de los Estados Unidos, Monroe tiene una superficie total de 12.5 km², de la cual 12.5 km² corresponden a tierra firme y (0%) 0 km² es agua.

## Demografía
Según el censo de 2010, había 10.827 personas residiendo en Monroe. La densidad de población era de 866,21 hab./km². De los 10.827 habitantes, Monroe estaba compuesto por el 94.77% blancos, el 0.57% eran afroamericanos, el 0.18% eran amerindios, el 0.7% eran asiáticos, el 0.03% eran isleños del Pacífico, el 2.61% eran de otras razas y el 1.14% pertenecían a dos o más razas. Del total de la población el 4.86% eran hispanos o latinos de cualquier raza.